# Code Rood (actiegroep)

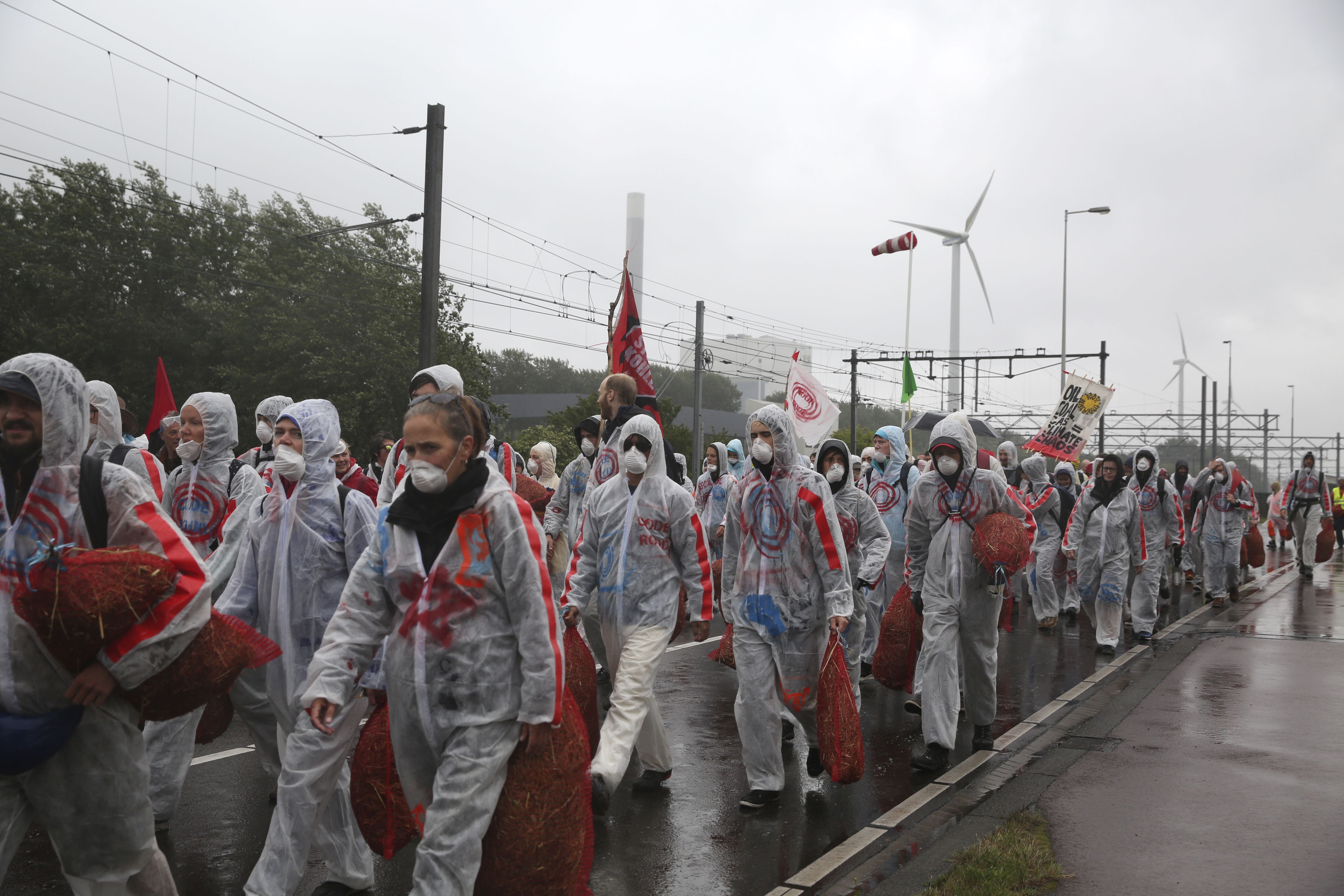
Actie van burgerlijke ongehoorzaamheid door Code Rood-activisten bij de OBA-kolenterminal van de Amsterdamse haven op 24 juni 2017

Code Rood is een activistengroep die strijdt tegen klimaatverandering en voor klimaatrechtvaardigheid. De groep is actief in Nederland, maar de activisten komen ook uit o.a. België, Duitsland, Denemarken en Engeland. De groep heeft geen formele leiders, maar neemt beslissingen via een consensusmodel. 
De groep voerde in augustus 2018 als protest tegen de Groningse gaswinning een blokkade uit van een tankenpark in Farmsum. Toen ze daar door de politie met behulp van wapenstok en pepperspray werden weggevoerd, vielen er meerdere lichtgewonden aan de zijde van de activisten. Dit wapengebruik bleek onterecht en de politie bood nadien haar excuses aan.